# Los Pozos (distrito)
Los Pozos é um distrito da província de Herrera, Panamá. Possui uma área de 382,80 km² e uma população de 7.827 habitantes (censo 2000), perfazendo uma densidade demográfica de 20,45 hab./km². Sua capital é a cidade de Los Pozos.